# Bradford-on-Avon

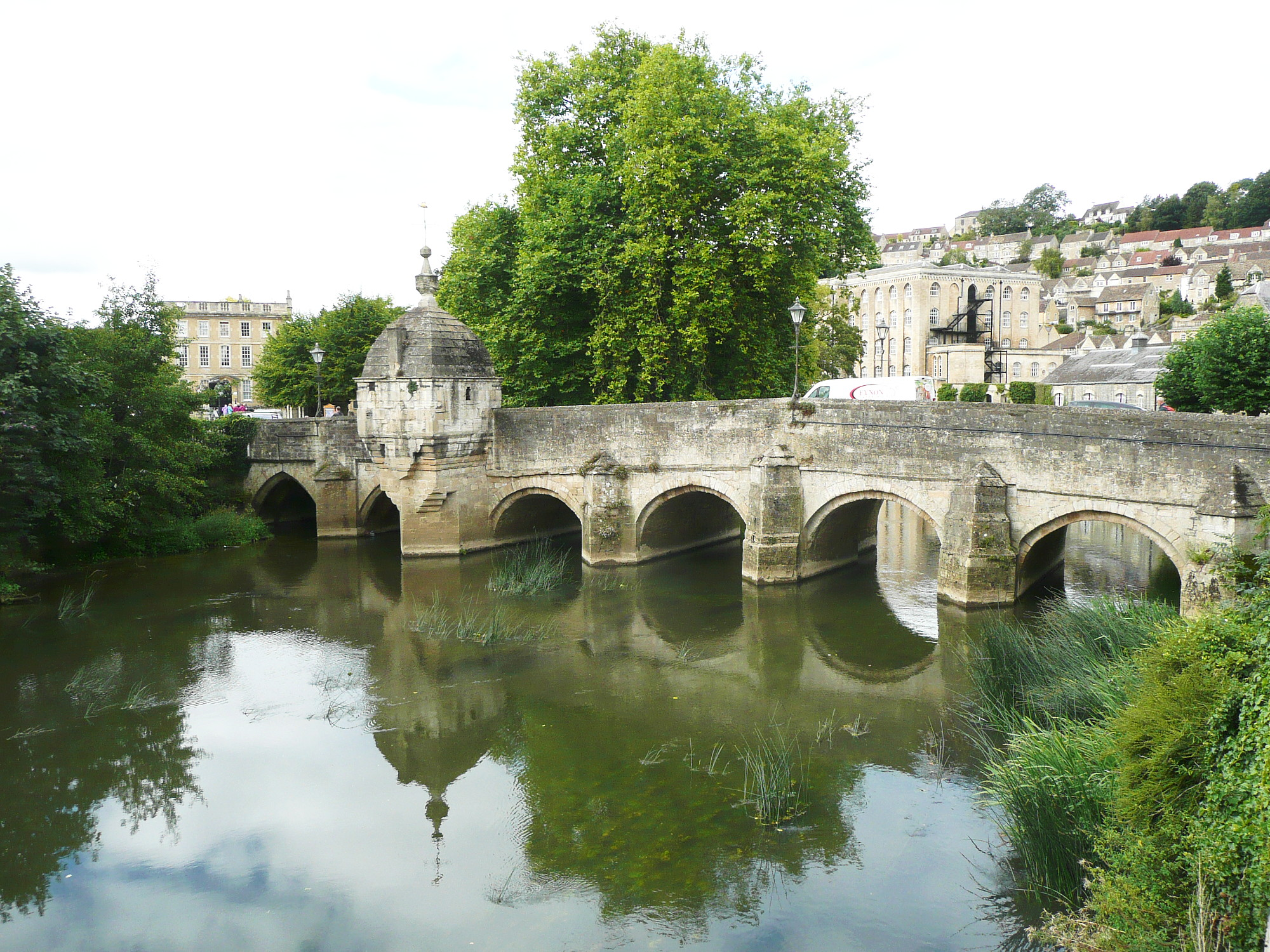
Stadtbrücke über den Avon

Bradford-on-Avon ist eine etwa 10.000 Einwohner zählende Stadt im Nordwesten der Grafschaft (county) Wiltshire im Südwesten Englands. Der Name Bradford bedeutet so viel wie „breite Furt“.

## Lage und Klima
Bradford-on-Avon liegt am Fluss Avon in einer Höhe von ca. 70 m, teils im Vale of Pewsey, teils auf dem Hügel, der das westliche Ende dieses Tals markiert. Die Stadt Bath ist nur etwa 12 km in nordwestlicher Richtung entfernt. Das Klima ist gemäßigt; Regen (ca. 800–900 mm/Jahr) fällt übers Jahr verteilt.

## Bevölkerung
In den Jahren zwischen 2001 und 2021 ist die Einwohnerzahl der Stadt um etwa 1000 Personen auf ca. 9800 angewachsen.

## Wirtschaft
Wie viele englische Städte, so war auch Bradford vom Mittelalter bis ins frühe 20. Jahrhundert hinein ein Zentrum der Weberei; überdies gab es zahlreiche Wassermühlen. In der Mitte des 19. Jahrhunderts wurde die Stadt an die Bahnlinie Bath – Weymouth angeschlossen. Parallel zur Eisenbahnlinie verläuft der bereits im Jahr 1810 fertiggestellte Kennet-und-Avon-Kanal, der Anschluss an den Avon bei Bath im Westen und an die Themse bei Reading im Osten bietet. Von der Mitte des 19. Jahrhunderts bis zum Jahr 1995 war Bradford das wichtigste Zentrum der britischen Gummi-Imdustrie.

## Geschichte
Ausgangspunkt der Siedlung bildete eine seit altersher genutzte Furt (ford) über den Fluss Avon. Bei der St Laurence School wurden Reste eines römischen Landgutes (villa rustica) entdeckt. Im 7. Jahrhundert eroberten Angelsachsen die Gegend. Die Normannen bauten im 13. Jahrhundert eine steinerne Brücke, von der noch Reste in der neuen Brücke erhalten sind; außerdem entstand eine (heute verschwundene) neue Kirche.

## Sehenswürdigkeiten

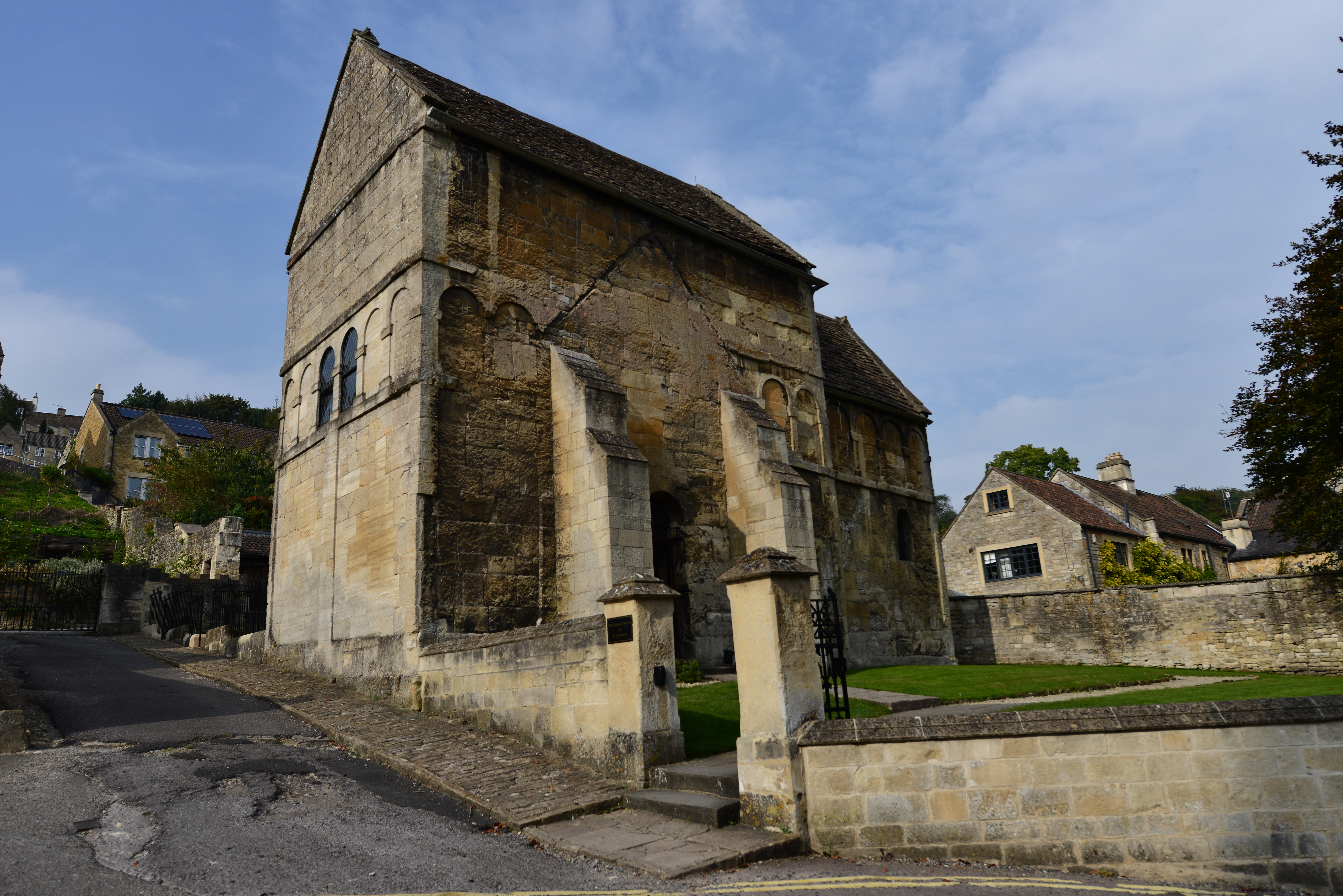
St Laurence’s Church

- Die kleine angelsächsische Kirche St Laurence stammt aus dem 8. Jahrhundert; sie wurde jedoch im 10. Jahrhundert ergänzt.
- Auf der im 17. Jahrhundert neugebauten Steinbrücke (Town Bridge) befindet sich ein kleines Gebäude, welches als Kapelle oder auch als Gefängnis gedeutet wird.
- Einige Weberhäuser (cottages) sind noch erhalten.

Umgebung
- Nur etwa 200 m westlich der Stadt befindet sich eine gut erhaltene mittelalterliche Zehntscheune (tithe barn).

## Persönlichkeiten
- John Methuen (1650–1706), Diplomat und Richter
- Henry Shrapnel (1761–1842), Offizier und Erfinder
- Richard Bethell, 1. Baron Westbury (1800–1873), Jurist und Politiker
- John Beddoe (1826–1911), Anthropologe und Pionier der Rassenforschung

## Städtepartnerschaften
- Sully-sur-Loire
- Norden (Ostfriesland) seit 1969